# Tom Murray
Thomas James "Tom" Murray (født 5. april 1994 i Blenheim, New Zealand) er en newzealandsk roer og olympisk guldvinder.
Murray var med i den newzelandske otter, der vandt guld ved OL 2020 i Tokyo. Resten af bådens mandskab blev udgjort af Hamish Bond, Tom Mackintosh, Michael Brake, Dan Williamson, Phillip Wilson, Shaun Kirkham, Matt Macdonald og styrmand Sam Bosworth. Newzealænderne sikrede sig guldet efter en finale, hvor de kom i mål 0,96 sekunder før sølvvinderne fra Tyskland og 1,09 sekunder foran Storbritannien, der vandt bronze.
Murray har også vundet to VM-medaljer i toer uden styrmand, en bronzemedalje ved VM 2017 i USA og en sølvmedalje ved VM 2019 i Østrig.

## OL-medaljer
- 2020:  Guld i otter